# 何志坤
何志坤（？—），香港足球運動員，司職中場。職業生涯主要於港甲南華、元朗度過。他也曾為香港與中華民國上陣，並代表中華民國參加1958年亞洲運動會等賽事。